# Verrugomyia orbitalis
Verrugomyia orbitalis är en tvåvingeart som beskrevs av Townsend 1927. Verrugomyia orbitalis ingår i släktet Verrugomyia och familjen parasitflugor.
Artens utbredningsområde är Peru. Inga underarter finns listade i Catalogue of Life.